# A Holly Jolly Christmas
A Holly Jolly Christmas – piosenka świąteczna. Autorem tekstu jest Johnny Marks.
Pierwszym wykonawcą piosenki był Burl Ives. Wersja piosenki Alana Jacksona została wykorzystana w filmie „Kevin sam w Nowym Jorku”.

## Historia piosenki
Piosenka została nagrana w czerwcu 1964 roku przez Columbia Records, z udziałem gitarzysty Ala Caioli i w aranżacji Franka Huntera i Marty’ego Manninga. Utwór został włączony przez wytwórnię filmową Rankin-Bass do filmu Rudolph the Red-Nosed Reindeer z 1964 roku. W filmie Burl Ives użyczył głosu narratorowi. Początkowo piosenka miała być zaśpiewana przez Larry'ego D. Manna jako Yukon Cornelius, ale Ives otrzymał ten zaszczyt ze względu na swoją sławę jako piosenkarz. Ta wersja piosenki znalazła się również na albumie ze ścieżką dźwiękową, a rok później znalazła się w kolejnym roku na jego świątecznym albumie Have a Holly Jolly Christmas. O nieprzemijającej popularności piosenki świadczy jej 30. miejsce na liście przebojów magazynu Billboard - Adult Contemporary w 1998 roku, 21. miejsce miała na liście przebojów US Country Digital Songs i 5. miejsce na liście przebojów Holiday 100 w 2011 roku. Piosenka po raz pierwszy znalazła się na liście przebojów Billboard Hot 100 w 2017 roku, po tym jak kilka lat wcześniej złagodzono zasady dotyczące kwalifikowalności starszych piosenek do list przebojów, osiągając miejsce 38. 4 stycznia 2020 roku ten utwór osiągnął 4. miejsce na liście przebojów jako najwyższa pozycja.

## Wykonawcy
Piosenka została nagrana przez wielu artystów, wykonywali ją m.in.:
- Arthur Godfrey (1967)
- Alan Jackson (1993)
- Johnny Mathis (2002)
- Faith Hill (2008)
- Michael Bublé (2011)
- Sufjan Stevens (2012)
- Lady Antebellum (2012)
- Jerrod Niemann (2014)
- Dolly Parton (2020)
- Meghan Trainor (2020)

## Wyróżnienia
- Australia (ARIA) - Platyna[8]
- Nowa Zelandia (RMNZ) - Złoto
- Wielka Brytania (BPI) - Srebro[9]

## Pozycje na listach przebojów
| Lista (2008–2023)                        | Pozycja |
| ---------------------------------------- | ------- |
| Australia: ARIA                          | 11      |
| Austria: Ö3 Austria Top 40               | 53      |
| Czechy: Singles Digitál Top 100          | 39      |
| Grecja: IFPI                             | 74      |
| Holandia: Single Top 100                 | 52      |
| Irlandia: IRMA                           | 29      |
| Kanada: Billboard Canadian Hot 100       | 6       |
| Litwa: AGATA                             | 27      |
| Łotwa: IFPI                              | 17      |
| Niemcy: Deutsche Musikcharts             | 69      |
| Portugalia: AFP                          | 39      |
| Stany Zjednoczone: Hot 100               | 4       |
| Szwajcaria: Schweizer Hitparade          | 23      |
| Szwecja: Sverigetopplistan               | 43      |
| Węgry: Mahasz                            | 18      |
| Wielka Brytania: Official Charts Company | 40      |